# Lissabons universitet

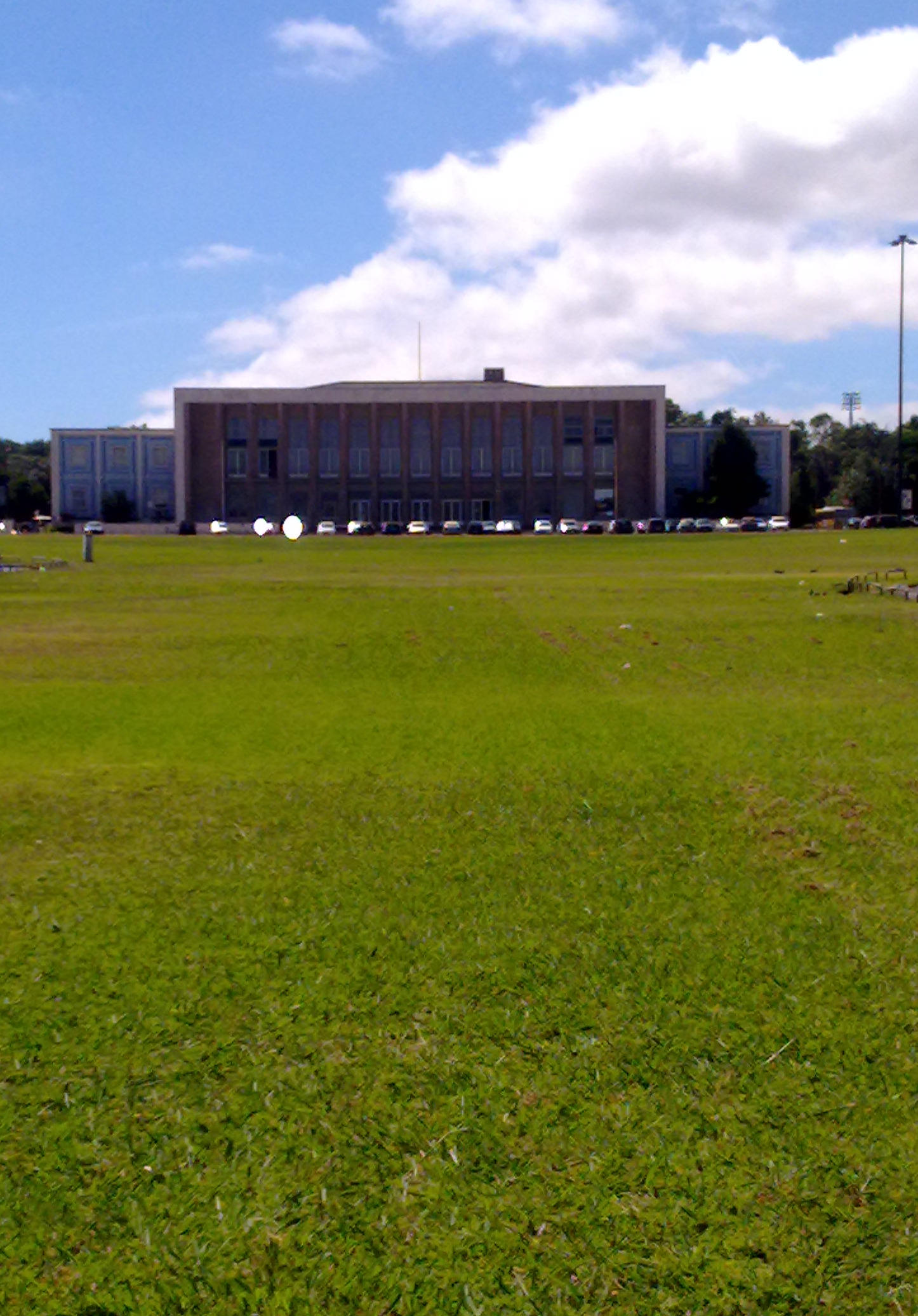
Universitets campus
Alameda da Cidade Universitária.

Lissabons universitet (portugisiska: Universidade de Lisboa) är ett portugisiskt universitet i Lissabon.  
Dagens universitet kom till 2013 som en sammanslagning av det gamla Lissabons Universitet (från 1911) med Lissabons Tekniska Universitet (från 1930).

Det är Portugals största universitet.
Idag har lärosätet 48 000 studenter per år och omkring 2 922 lärare och 2 468 övriga anställda. 